# Otto Ulbricht
Otto Ulbricht (* 1944) ist ein deutscher Historiker und Vertreter der Mikrogeschichte.

## Leben und Wirken
Mit 36 Jahren war Otto Ulbricht als wissenschaftlicher Mitarbeiter am Historischen Seminar der Universität Kiel tätig und lehrte gleichzeitig im Bereich der Neueren Geschichte. Er war außerplanmäßiger Professor für Geschichte an der Universität Kiel und ist unterdessen, nach gut 35-jähriger Lehrtätigkeit, emeritiert.
1980 veröffentlichte Otto Ulbricht seine Dissertationsschrift mit dem Titel Englische Landwirtschaft in Kurhannover in der zweiten Hälfte des 18. Jahrhunderts: Ansätze zu historischer Diffusionsforschung, welche er im Fachbereich Philosophie an der Universität Kiel einreichte.  Seine Habilitationsschrift veröffentlichte er 1990 – ebenfalls an der Universität Kiel – unter dem Titel Kindsmord und Aufklärung in Deutschland. Otto Ulbricht forschte zu Kriminalität, Pest und Armut in der Frühen Neuzeit. Er kritisiert eine zunehmende Generalisierung und Entmenschlichung der Geschichtswissenschaft; indem er die Mikrogeschichte und die historische Erforschung von Emotionen in das Zentrum seiner Forschung rückte, versuchte er einen Gegenpunkt dagegen zu setzen.
1982 weilte er an der Macquarie University, Sydney/Australien als Research Fellow; 1988 absolvierte Otto Ulbricht eine Gastprofessur am Wellesley College, Massachusetts, USA; 1994 erhielt er ein Stipendiat des Max-Planck-Instituts für Geschichte, Göttingen.
Otto Ulbricht absolvierte sein Studium an der Christian-Albrechts-Universität zu Kiel. Er studierte Englisch, Alte Geschichte sowie Mittlere und Neuere Geschichte. Während dem Studium arbeitete er während einem Jahr als "Assistant Teacher" an der City of London School for Boys.

## Rezeption
Otto Ulbricht gilt als Verteidiger und Unterstützer der Mikrogeschichte. Er fördert den Diskurs über und die Weiterentwicklung von Mikrogeschichte innerhalb Deutschlands und setzt sich für eine klare Trennung von Alltagsgeschichte und Mikrogeschichte ein. Für ihn zeichnet sich Mikrogeschichte durch einen verkleinerten Untersuchungsgegenstand aus, mithilfe dessen das Verständnis größerer Zusammenhänge gefördert werden kann. Der oft angebrachte Gegensatz von Mikro- und Makrogeschichte existiert für Ulbricht nicht, da die Mikrohistorikerin oder der Mikrohistoriker mit den detailreichen Untersuchungen größere Zusammenhänge zu erschließen sucht. Dies erkennt Ulbricht als eines der zentralsten Ziele der Mikrogeschichte. Die Mikrohistorikerin und der Mikrohistoriker betreiben nach Ulbricht somit sogar eine genauere und realitätsnähere Makrogeschichte. Mit seiner strikten Definition der Mikrogeschichte spricht er einigen – insbesondere angelsächsischen Arbeiten – den Status von Mikrogeschichte ab und benennt sie allenfalls noch als Mikrogeschichten, also als bloße Erzählungen ohne wissenschaftlichen und quellenkritischen Anspruch. Beispiele dafür sind gemäß Ulbricht Giovanni und Lusanna von Gene Brucker und Schändliche Leidenschaften von Judith Cora Brown. Im Gegensatz dazu definierte Brucker die Mikrogeschichte insbesondere durch ihre narrative Schreibweise: Durch eine narrative Geschichtsschreibung erhielte die Leserschaft nach Brucker einen näheren und lebhafteren Zugang zum untersuchten Feld oder Individuum; um dies zu erreichen seien insbesondere Akten aus den kirchlichen und weltlichen Gerichten geeignet.
Otto Ulbrichts klare Haltung darüber, was Mikrogeschichte ist und was nicht, sorgte auch für Widerspruch. So rief die Behauptung von Ulbricht, dass Mikrogeschichte eine „größere Realitätsnähe“ und – da näher bei der Quelle und beim Detail – einen höheren „Anspruch auf Glaubwürdigkeit“ besitzt, Kritik hervor. Anstelle einer Diskussion über die Frage, welcher Forschungsansatz nun der bessere oder höherwertige sei, solle ein Austausch zwischen unterschiedlichen Schulen über sachliche und inhaltliche Fragen stattfinden. So steht für den Diskurshistoriker Achim Landwehr – wie in einer Besprechung von Ulbrichts Mikrogeschichte: Menschen und Konflikte in der Frühen Neuzeit geäußert – außer Frage, „dass die Mikrogeschichte nicht realitätsnäher als andere Ansätze sein kann – es handelt sich schlicht um eine andere Art und Weise, ein Bild von der Vergangenheit zu entwerfen. In eben diesem Sinne ist sie wichtig und notwendig“.

## Publikationen

### Monographien
- Mißbrauch und andere Doku-Storiesaus dem 17. und 18. Jahrhundert. Böhlau, Wien 2019, ISBN 978-3-412-51367-2.

- Schiffbruch!: Drei Selbstzeugnisse von Kaufleuten des 17./18. Jahrhunderts: Edition und Interpretation. Band 21, Böhlau Verlag, Köln 2013, ISBN 978-3-412-20965-0.
- Mikrogeschichte: Menschen und Konflikte in der Frühen Neuzeit, Campus Verlag, Frankfurt und New York 2009, ISBN 978-3-593-38909-7.
- Die leidige Seuche: Pest-Fälle in der Frühen Neuzeit, Böhlau Verlag, Köln 2004, ISBN 3-412-09402-1.
- Von Huren und Rabenmüttern: weibliche Kriminalität in der Frühen Neuzeit, Böhlau Verlag, Köln 1995, ISBN 3-412-06095-X.
- mit Hartmut Lehmann Vom Unfug des Hexen-Processes: Gegner der Hexenverfolgung von Johann Weyer bis Friedrich Spee, Harrassowith, Wiesbaden 1992, ISBN 3-447-03356-8.
- Kindsmord und Aufklärung in Deutschland, Oldenbourg, München 1990, ISBN 3-486-54951-0. (Habilitationsschrift an Universität Kiel 1988).
- Englische Landwirtschaft in Kurhannover in der zweiten Hälfte des 18. Jahrhunderts: Ansätze zu historischer Diffusionsforschung, Duncker & Humblot, Berlin 1980, ISBN 3-428-04608-0. (Dissertation an Universität Kiel 1978).

### Artikel (Auswahl)
- Korruption in der Frühen Neuzeit. Das Beispiel Schleswig-Holstein-Gottorf, ca. 1570-1721. In: Zeitschrift für Historische Forschung. Volume 45, Nr. 1, 2018, S. 1 – 40, ISSN 0340-0174, E-ISSN: 1865–5599, DOI:10.3790/zhf.45.1.1.
- Retrospektive Diagnose eines Kommentars oder: leidige Besprechungen: zu Martin Dinges' Bemerkungen über den Band Die leidige Seuche. In: Historische Anthropologie. Volume 14, Nr. 2, 2006 S. 287 – 292, ISSN 0942-8704, E-ISSN: 2194–4032, DOI:10.7788/ha.206.14.2.287.
- mit Vera Jung Krank sein: Krankheitserfahrung im Spiegel von Selbstzeugnissen von 1500 bis heute. Ein Tagungsbericht. In: Historische Anthropologie. Volume 9, Nr. 1, 2001, S. 137 – 148, ISSN 0942-8704, E-ISSN: 2194–4032, DOI: 10.7788/ha.2001.9.1.137.
- Rita Bake und Birgit Kiupel, Unordentliche Begierden. Liebe, Sexualität und Ehe im 18. Jahrhundert. In: L'Homme. Volume 9, Nr. 1, 1998, S. 135 – 137, ISSN 1016-362X, E-ISSN: 2194–5071, DOI: 10.7767/lhomme.1998.9.1.135.
- Die Welt eines Bettlers um 1775: Johann Gottfried Kästner. In: Historische Anthropologie. Volume 2, Nr. 3, 1994 S. 371 – 398, ISSN 0942-8704, E-ISSN: 2194–4032, DOI: 10.7788/ha.1994.2.3.371.
- Mikrogeschichte: Versuch einer Vorstellung. In: Geschichte in Wissenschaft und Unterricht. Band 45, 1994, S. 347, ISSN 0016-9056.
- Der Einstellungswandel zur Kindheit in Deutschland am Ende des Spätmittelalters (ca. 1470 bis ca. 1520). In: Zeitschrift für Historische Forschung. Volume 19, Nr. 2, 1992, S. 159 – 187, ISSN 0340-0174, E-ISSN: 18655599.
- The Debate about Foundling Hospitals in Enlightenment Germany: Infanticide, Illegitimacy, and Infant Mortality Rates. In: Central European History. Volume 18, Nr. 3–4, 1985 S. 211 – 256, ISSN 0008-9389, E-ISSN: 1569–1616, doi:10.1017/S0008938900017337.
- Rationalisierung und Arbeitslosigkeit in der Diskussion um die Einführung der Dreschmaschine um die Wende zum 19. Jahrhundert. In: Vierteljahrschrift für Sozial- und Wirtschaftsgeschichte. Volume 68, Nr. 2, 1981, S. 153 – 190, ISSN 0340-8728.